# Дан, Фёдор Ильич
Фёдор Ильи́ч Дан (настоящая фамилия Гу́рвич) (7 [19] октября 1871, Петербург — 22 января 1947, Нью-Йорк) — революционер и политический деятель, один из лидеров и теоретиков меньшевизма. Член I и II Государственной думы, входил в социал-демократическую фракцию. Зять Ю. О. Мартова (муж его сестры Лидии Дан). Писал под псевдонимами: Берсенев, Греков И., Д, Ф. Данилов, Дерево, Меньшевик, Над, Надежда Ф. Д. и др

## Биография

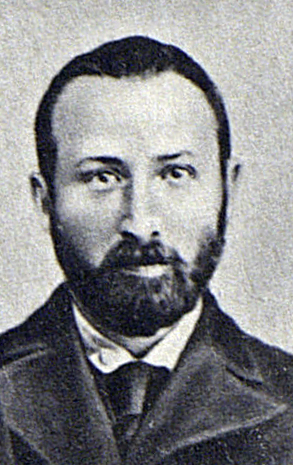
Ф. Гурвич-Дан, 1906 г.

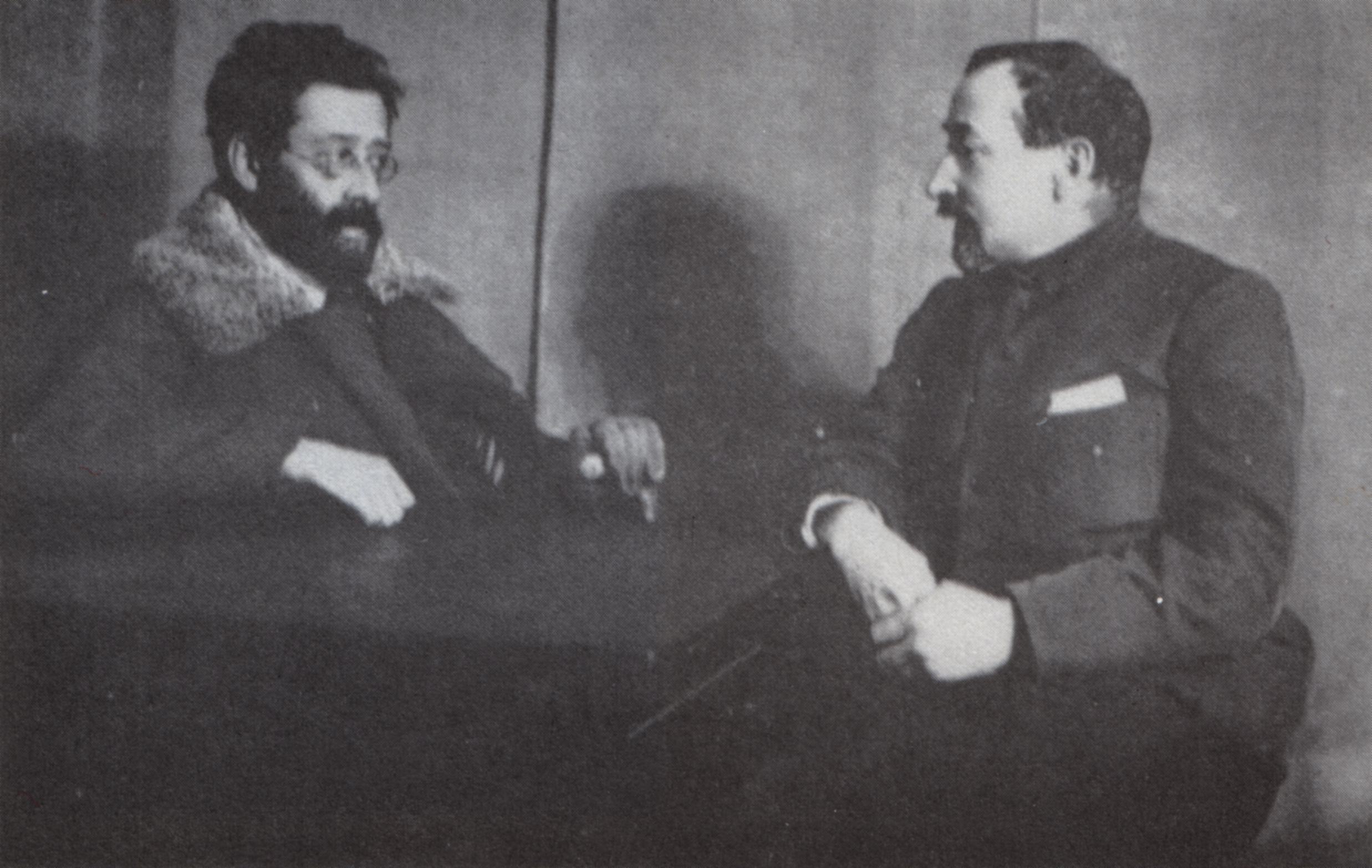
Фёдор Дан и Ю. О. Мартов зимой 1917-18 гг.

Ф. И. Дан родился в Петербурге, в семье владельца аптеки Ильи Гурвича и Иды Моисеевны Розенталь. В 1895 году окончил медицинский факультет Юрьевского (Дерптского) университета. По профессии врач.
В социал-демократическом движении с 1894 года. Входил в Петербургский «Союз борьбы за освобождение рабочего класса». Один из организаторов стачки текстильщиков. В 1896 году арестован и выслан на пять лет в Вятскую губернию.
С 1901 г. пользуется псевдонимом Дан, по фамилии автора романа «Битва за Рим».
Летом 1901 года эмигрировал, в Берлине вошёл в группу содействия «Искре». Участвовал в подготовке II съезда РСДРП. В 1902 году арестован, выслан на шесть лет в Восточную Сибирь, в 1903 году бежал и вновь скрылся за границей. При разделении РСДРП в 1903 году примкнул к меньшевикам и стал одним из лидеров меньшевистской партии. В 1904 году был депутатом конгресса II Интернационала в Амстердаме. Участник IV (1906) и V (1907) съездов РСДРП. В ноябре — декабре 1905 года входил в редакционную коллегию газеты «Начало» — главного печатного органа меньшевиков.
С 1913 года после амнистии в связи с 300-летием династии Романовых легально работал в России. Редактор газеты «Голос социал-демократа», член меньшевистских ОК и ЦК. В 1916 году был мобилизован как военный врач, служил в госпиталях Иркутска и Ходжента.
После Февральской революции 1917 года вернулся в Петроград, был идеологом «революционного оборончества». Один из наиболее активных деятелей, член Исполкома Петроградского совета и Президиума ЦИК 1-го созыва, был избран в Предпарламент.
После Октябрьской революции работал врачом в Москве. В 1919—1920 годах по мобилизации как врач служил в РККА. Был делегатом на VII (декабрь 1919 года) и VIII (декабрь 1920 года) Всероссийских съездах Советов. На VIII съезде выступил от имени меньшевиков с речью, в которой он в стиле лидера парламентской оппозиции подверг генеральной критике политику Ленина.
После Кронштадтского восстания в начале 1921 года был арестован в Петрограде. Содержался в Петрограде, затем был переведён в Бутырскую тюрьму (Москва). После коллективной голодовки и международных протестов в начале 1922 года с большой группой ведущих меньшевиков не сослан в Среднюю Азию, как первоначально предусматривалось, а выдворен в эмиграцию в Западную Европу как враг власти большевиков.
В 1923 году участвовал в создании Социалистического рабочего интернационала. В том же году лишён советского гражданства. После смерти Ю. О. Мартова в 1923 году и до 1940 года возглавлял Заграничную делегацию РСДРП (м).
До 1933 года жил в Берлине, после прихода к власти нацистов переехал в Париж, а при подходе немецких войск к Парижу в 1940 году эмигрировал в Нью-Йорк, где провёл последние годы жизни. В 1941—1947 годах издавал в США журнал «Новый путь» — орган меньшевиков-эмигрантов.
Скончался от рака лёгких.

## Сочинения
- Всенародное учредительное собрание. — Санкт-Петербург: Б-ка для всех, 1905. — 48 с.
- О войне и мире: [Речи] / Рос. соц.-демокр. рабочая партия. — Петроград: Рабочая библиотека, 1917. — 40 с.
- Два года скитаний (1919—1921) Архивная копия от 11 января 2019 на Wayback Machine / Ф. И. Дан. — Берлин, 1922. — 268 с.
- Происхождение большевизма: К истории демократических и социалистических идей в России после освобождения крестьян / Ф. И. Дан. — Нью-Йорк: Новая демократия, 1946. — 491 с.
- Федор Ильич Дан. Письма (1899—1946) / Отобрал, снабдил примечаниями и очерком политической биографии Дана Б. Сапир. — Amsterdam, 1985.
- Fedor I. Dan und Otto Bauer. Briefwechsel (1934—1938). — Frankfurt; New York, 1999. — ISBN 3-593-36313-5
- Два года скитаний: воспоминания лидера российского меньшевизма, 1919—1921. — М : Центрполиграф, 2006 (Н. Новгород: Нижполиграф). — 221, [2] с. — (Свидетели эпохи). — ISBN 5-9524-2267-5
- Два пути: избранное: в 2 ч. / Федор Ильич Дан, Ираклий Георгиевич Церетели; сост., авт. вступ. ст. и коммент. А. П. Ненароков, П. Ю. Савельев, Ин-т общественной мысли. — Москва: Российская политическая энцикл., 2010. — (Библиотека отечественной общественной мысли с древнейших времен до начала XX века). — Ч. 1, 2010. — 533 с.; ISBN 978-5-8243-1210-2; Ч. 2,, 2010. — 431 с. — ISBN 978-5-8243-1230-0